# En attendant les hommes
Pour plus de détails, voir Fiche technique et Distribution.
En attendant les hommes est un film documentaire belgo-mauritanien réalisé par Katy Léna N'diaye, sorti en 2007.

## Synopsis
Oualata, la ville rouge à l’extrême est du désert mauritanien. Dans cet îlot, éphémère rempart contre les sables, trois femmes pratiquent la peinture traditionnelle en décorant les murs des maisons de la ville. Dans une société apparemment dominée par la tradition, la religion et les hommes, ces femmes s’expriment avec une surprenante liberté sur leur manière de percevoir la relation entre les hommes et les femmes.

## Fiche technique
- Réalisation : Katy Léna N'diaye
- Production : Neon Rouge ASBL
- Scénario : Katy Léna N'diaye
- Image : Herman Bertiau
- Son : Hélène Lamy-Au-Rousseau
- Musique : Erwin Vann
- Montage : Yannick Leroy